# Lamprodila rutilans
Espèce
Lamprodila rutilans, le bupreste du tilleul, est une espèce d'insectes coléoptères de la famille des Buprestidae et de la  sous-famille des Chrysochroinae.

## Synonymie
Selon BioLib (14 févr. 2015) :
- Buprestis aeruginosa Herbst, 1790
- Buprestis fastuosa Jacquin, 1781
- Buprestis gemmea Voet, 1806
- Buprestis rustica Schrank, 1781 nec Linnaeus, 1758
- Lampra inornata Théry, 1897
- Lampra rutilans (Fabricius, 1777)
- Ovalisia rutilans (Fabricius, 1777)
- Poecilonota rutilans (Fabricius, 1777)
- Scintillatrix rutilans (Fabricius, 1777)

## Description
Ce bupreste verdâtre long de 10 à 15 mm présente des reflets bleutés à dorés, le bord des élytres est cuivré.

## Distribution
Europe : de l'Espagne à la Scandinavie, à la Russie, à l'Ukraine ; Afrique du Nord.

## Biologie
On trouve les adultes de mai à septembre au voisinage des tilleuls ; la larve xylophage vit dans le bois des tilleuls vieillissants.